# Magny-Saint-Médard
 Magny-Saint-Médard  là một xã ở tỉnh Côte-d’Or trong vùng Bourgogne-Franche-Comté, phía đông nước Pháp. Khu vực này có độ cao trung bình 213 mét trên mực nước biển.